# Martin Solveig
Martin Solveig (født 22. september 1976) er en house-dj/producer fra Frankrig.

## Diskografi
- Sur la terre (2003)
- Suite (2003)
- Hedonist (2005)
- C'est la Vie (2008)
- Smash (2011)